# Yamaha ET
Yamaha ET är en snöskoter från Yamaha Motor Corporation som först introducerades 1977. Förkortningen ET står för Enticer ("lockar", "förledare"). ET:n är känd för att vara en lätt och robust snöskoter. Första skotern i serien hette Yamaha ET-250. ET-340 modellen introducerades 1978.
1984 fick den en ny design. Den såldes 1977–1990.